# なめとんか やしきたかじん誕生物語
『なめとんか やしきたかじん誕生物語』（なめとんか やしきたかじんたんじょうものがたり）は、関西テレビ（カンテレ）で2018年11月20日に関西ローカルで放送されたテレビドラマ。関西テレビの開局60周年を記念して制作された。主演は駿河太郎。

## 概要
歌手やしきたかじんのデビューから晩年までをたかじんの著書・発言・関係者からの取材をもとにフィクションとして描いたものである。ドラマにはたかじんと交流のあったタレントや同局の冠番組『たかじん胸いっぱい』のレギュラー出演者が多数起用された。ナレーションは天童よしみが担当。
平成30年度文化庁芸術祭参加作品。
東京ドラマアウォード2019単発ドラマ部門優秀賞受賞作。

## あらすじ
1969年、関西フォーク全盛期の京都で、19歳のやしきたかじん（駿河太郎）は日々アルバイトに励みながら、歌手になる夢を追いかけていた。バイト先のオーナーである佐々木（山口智充）は、親に勘当されて家を出て以来、たかじんにとっては父親のような存在。やがて、佐々木の紹介で祇園のクラブに出入りするようになったたかじん。毎晩のように客の前で歌い、評判も上々だったが、プロへの道はまだまだ遠く、いつしか結婚生活は破綻。
自らの歌を愛するあまり、態度の悪い客がいるとケンカを吹っかけ、店をクビになることも少なくなかった。
スナックで働く劇団員の高村京子（中村ゆり）に一目ぼれしたたかじんは、高校時代からの親友・山崎（石田明）が書いた詞をもとに、京子のために曲を作る。夢を追いかけ、舞台の上でまっすぐな芝居をする京子を見て、再びやる気を取り戻したのだ。すると、評判を聞きつけてやってきたレコード会社のプロデューサー・竹中（西村和彦）の目にとまり、1976年、実力を認められたたかじんは、ついに夢にまで見たレコードデビューを果たす。ところが喜んだのもつかの間、レコードは思ったように売れず、起死回生を狙って佐々木が企画した初のコンサートも失敗。
旧知の仲の祇園のクラブ店員・田村ダイスケ（大東駿介）らが懸命に励ますも、たかじんは自暴自棄になり、ついにレコード会社にも契約を打ち切られてしまう。夢に破れたたかじんは歌手をやめることを決意。しかし、どうしてもその才能をあきらめきれない竹中から、最後にコンテストに出てみないかと誘われる。場所は、歌手なら誰もが憧れる舞台、大阪フェスティバルホール。それを聞いて奮起したたかじんは、もう一度だけ自分のために詞を書いてほしいと山崎に頼み込み、8分にもわたるオリジナル曲で勝負に挑む――。

## キャスト

### 主要人物
- やしきたかじん - 駿河太郎[2]
- 高村京子 - 中村ゆり
- 田村ダイスケ - 大東駿介
- 佐々木敏男 -  山口智充[4]
- 竹中建三 -  西村和彦[4]
- 山崎(荒木十章) - 石田明/NON STYLE[4]
- 笑福亭鶴瓶 - 松尾諭[5]
- ホステス - レイコ - 村川絵梨、瞳ママ - 三船美佳[4]

### ゲスト
- なにわラジオ[注釈 1]プロデューサー - 桂ざこば[4]
- たかじんの父 - オール巨人[4]
- たかじんの母 - 秋野暢子[4]
- 浜村淳（大阪大衆音楽祭司会） - 大平サブロー[4]
- 浮浪者 - トミーズ健[4]
- 警察官 - 木本武宏（TKO）[4]
- タクシー運転手 - 月亭八光[4]
- ホリデーバーガーの客 - 遙洋子[4]・団長安田（安田大サーカス）[4]・岡山祐児（オーケイ）[4]
- 北野誠
- リリアン

### その他
- 桂米紫、泉祐介、佐渡山順久、川島壮雄、竹上萌奈、服部優陽[注釈 2]

## スタッフ
- ナレーション - 天童よしみ[1]
- 脚本 - 藤田智信
- 演出 - 木村弥寿彦
- 音楽協力 - プレストーン
- カラオケ音源 - DAM
- 撮影協力 - 京都市メディア支援センター、大阪フィルムカウンシル、神戸フィルムオフィス、JR西日本ロケーションサービス、祇園町南側地区協議会、有済連絡協議会、ラジオ大阪、キングレコード、ポリスター、ビクターエンターテインメント、叡山電鉄、神戸山手女子中学校・高等学校　ほか
- プロデュース - 佐野拓水、木村弥寿彦
- 協力 -  Office TAKAJIN
- special thanks - 竹中建三、山崎真三、その他取材協力者の皆様
- 制作著作 - カンテレ

## 遅れネット局
- 岡山放送（2019年1月5日13:00 - 15:00）

## 受賞歴
- 東京ドラマアウォード2019 単発ドラマ部門 優秀賞[3][6]